# كمال أبو لطيف
كمال يوسف أبو لطيف (13 أغسطس 1930 - 20 يوليو 1985) عسكري ومحامي وناشط اجتماعي لبناني. من عيحا بقضاء راشيا من عائلة درزية. درس الحقوق في الجامعة السورية ثم في جامعة القديس يوسف في بيروت، وانتسب إلى نقابة المحامين سنة 1964. الحق بالجيش السوري وانضم إلى الحزب القومي السوري الاجتماعي. عين مدير الدفاع المدني في اللاذقية فترة الوحدة السورية- المصري. قتل أثناء اصطدام مسلّح في مسقط رأسه. 

## سيرته
ولد كمال بن يوسف بن محمد أبو لطيف في عيحا بقضاء راشيا محافظة البقاع في 13 آب 1930 وتلقّی علومه الابتدائية في مدرسة القرية ثمّ انتقل إلى المدرسة الداودية في عبيه، ثم إلى مدارس دمشق ودرس الحقوق في الجامعة السورية ثم في جامعة القديس يوسف في بيروت، وانتسب إلى نقابة المحامين سنة 1964 وتدرج في مكتب نجيب عيسى الخوري ثم أنشأ مكتباً خاصاً مع زوجته المحامية آمال الرّيس. 

وكان قبل ذلك قد التحق بالكلية العسكرية في حمص وتخرج فيها ضابطاً سنة‌ 1952،‌ وفي سنة 1958 التحق بالثورة في لبنان فكلف قيادة المقاومة الشعبية في منطقة راشيا الوادي والبقاع الغربي، ثم كلف في‌ آخر السنة نفسها تأسيس الدفاع المدني في اللاذقية وطرطوس، وبعد انشائه عين مديرا له إلى أن استقال سنة 1963 لكي يعود إلى لبنان ويعمل في حقل المحاماة. 

ترشح للانتخابات النيابية عن المقعد الدرزي في منطقة راشيا الوادي والبقاع الغربي في ثلاث دورات متتالية 1936 و 1968 و 1972 فلم يوفق بسبب الوضع السياسي غير المؤاتي وقتئذ في المنطقة. وفي سنة‌ 1966 انتخب رئيساً لأول بلدية في عيحا وبقي رئيساً لها حتى تاريخ وفاته في 1985.

وفي وقائع حرب 1967 فأطلع عليه القيادات الوطنية المسؤولة في لبنان وبعض الدول العربية. وفي 1975 كلفه كمال جنبلاط تأسيس جهاز أمن في منطقة عالية وأسند إليه رئاسته وعندما دخل الجيش السوري في لبنان عين من قبل الحركة الوطنية ضابط ارتباط بينهما وبين القوات السورية‌ المختصة فقام بحل كثيرا من المشكلات العالقة.

وفي 20 تموز 1985 كان مع لفيف من وجهاء المنطقة وشيوخها يقومون بمهمة إصلاح بين متنازعين في البلدة فوقع بينهما اصطدام مسلّح أصيب في أثنائه اصابة قاتلة فذهب ضحية. 

## حياته الشخصية
تزوج المحامية آمال الرّيس في 1970 وعملا معاً في حقل المحاماة. وقد أنشأت زوجته بالتعاون مع رابطة العمل الاجتماعي (هيئة تشجيع التعليم العالي) منحة باسمه تخليداً لذكراه. 